# SC Herisau
Lo Schlittschuh Club Herisau, abbreviato SC Herisau, è una squadra di hockey su ghiaccio dell'omonima città nel Canton Appenzello Esterno, in Svizzera.